# 304368 Móricz
304368 Móricz è un asteroide della fascia principale. Scoperto nel 2006, presenta un'orbita caratterizzata da un semiasse maggiore pari a 3,0116820 UA e da un'eccentricità di 0,0686802, inclinata di 12,92896° rispetto all'eclittica.